# Brian Wilson
Pour les articles homonymes, voir Brian Wilson (homonymie) et Wilson.
 (août 2015).
Si vous disposez d'ouvrages ou d'articles de référence ou si vous connaissez des sites web de qualité traitant du thème abordé ici, merci de compléter l'article en donnant les références utiles à sa vérifiabilité et en les liant à la section « Notes et références ».
Brian Wilson, né le 20 juin 1942 à Inglewood (Californie) et mort le 11 juin 2025, est un bassiste, auteur-compositeur, chanteur et producteur américain qui a fondé le groupe The Beach Boys.
Il grandit à Hawthorne, en Californie. Ses principales influences musicales sont George Gershwin, The Four Freshmen, Phil Spector, et Burt Bacharach. Sa carrière commence en 1961 aux côtés de ses frères Carl et Dennis, de son cousin Mike Love, et de leur ami Al Jardine, le tout étant fermement encadré par son père, Murry Wilson.
Après sa signature chez Capitol Records en 1962, il devient le premier artiste pop à avoir écrit, arrangé, produit et interprété ses propres chansons. Il produit également d'autres groupes comme The Honeys ou encore Jan and Dean. Au milieu des années 1960, on lui attribue plus de deux douzaines de hits du Top 40 américain, dont les numéros un Surf City (1963), I Get Around (1964), Help Me, Rhonda (1965) et Good Vibrations (1966).
En 1964, Wilson souffre d'une dépression nerveuse et renonce à faire des tournées régulièrement, ce qui l'amène à travailler de manière plus intimiste, notamment pour l'album Pet Sounds et son premier morceau solo crédité, Caroline, No (tous deux sortis en 1966). ll dégage ainsi progressivement le groupe de l'emprise paternelle et l'engage dans une intense rivalité artistique avec les Beatles, exerçant alors une influence considérable sur le groupe britannique et, plus généralement, sur la musique pop de l'époque.
À mesure que sa santé mentale se détériore à la fin des années 1960 et que ses contributions au groupe diminuent, tout un mythe se crée autour du génie de Wilson et de son style de vie fait de réclusion, de suralimentation et d'abus de drogues. Dans les années 1980, il forme un partenariat créatif et commercial controversé avec son psychologue Eugene Landy et relance sa carrière solo avec l'album Brian Wilson (1988). Après s'être dissocié de Landy en 1991, Wilson commence à suivre un traitement médical conventionnel. Depuis la fin des années 1990, il enregistre et se produit régulièrement en tant qu'artiste solo.
Wilson est considéré comme l'un des premiers artistes de rock à concevoir le studio comme un instrument à part. Le zeitgeist du début des années 1960 est communément associé à ses premières chansons, et il participe largement à l'émergence de nombreux genres et mouvements musicaux comme la pop baroque, le punk, la dream pop et le surf rock. Wilson a été intronisé au Rock and Roll Hall of Fame en tant que membre des Beach Boys et au Songwriters Hall of Fame, a reçu un Kennedy Center Honor, deux Grammy Awards et l'Ivor Novello Award. Sa vie a été mise en scène dans les films biographiques Love & Mercy (2014), et Long Promised Road (2021).

## Biographie
Brian Wilson est le frère de Dennis Wilson et Carl Wilson, et le cousin de Mike Love. Son père, Murry Wilson, est un chef d'entreprise prospère, mais également une brute alcoolique qui terrorise ses trois fils en leur infligeant des châtiments corporels et sévices mentaux.

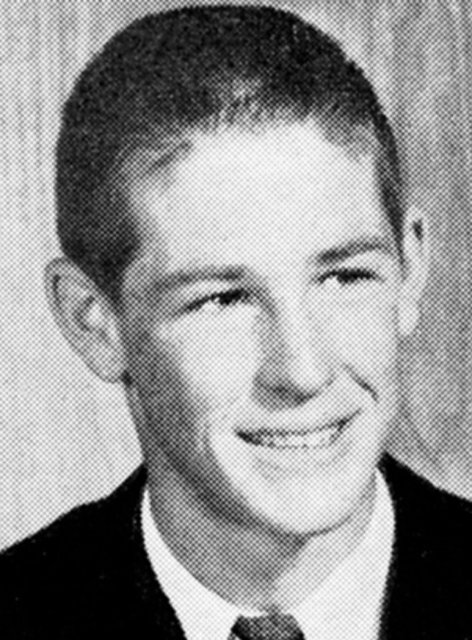
Brian Wilson en 1960.

Brian est sourd de l'oreille droite ; son père l'aurait violemment jeté contre un mur, provoquant cette infirmité. Durant les années 1970, il subit une opération chirurgicale visant à restaurer son audition complète, mais c'est un échec. Ce handicap sera déterminant sur son processus créatif, puisque Wilson privilégiera le son monophonique au détriment de la stéréo qu'il ne percevait pas. Cela ne l'empêche pas d'avoir l'oreille absolue, comme son frère Carl Wilson.
Captivé par le producteur Phil Spector, alors au faîte de sa célébrité, il cherche à reproduire à sa manière son fameux « mur de son », ce qui va progressivement influencer sa technique de composition. Produisant d'abord à un rythme soutenu (deux albums par an) des titres simples et légers, vantant les joies du surf, de la plage, des filles et des voitures, il se met peu à peu à modifier en profondeur la tonalité musicale du groupe, ainsi que les thèmes abordés, qui se colorent de nostalgie, de mélancolie, de mal de vivre, de difficulté à devenir adulte. De plus en plus mal à l'aise sur scène, il décide de ne plus participer aux concerts, mais cela lui permet d'approfondir son travail en studio. Il atteint l'apogée de sa créativité en 1966, avec tout d'abord l'album Pet Sounds, radicalement différent des productions antérieures des Beach Boys, qui déroute le public et se vend moins que les précédents (atteignant tout de même la dixième place au classement annuel du Billboard 200), mais est à présent considéré comme un des plus grands albums de musique pop ; puis avec la chanson Good Vibrations, d'une tonalité plus légère mais d'une complexité inouïe (22 sessions d'enregistrement et 8 mois de travail sont nécessaires à sa création), qui influencera considérablement la production de musique pop au cours des années suivantes. Pour son projet suivant, Brian Wilson a l'ambition de créer une « symphonie adolescente adressée à Dieu », et entreprend un travail du même niveau de complexité que Good Vibrations, cette fois à l'échelle d'un album entier. Il s'adjoint en outre les services du parolier Van Dyke Parks, connu pour ses textes riches en jeux de mots et images audacieuses, avec qui il écrit une histoire stylisée des États-Unis d'Amérique ou encore une suite consacrée aux quatre éléments, marquant une nouvelle rupture avec les œuvres précédentes, un nouveau degré d'ambition artistique. Mais il est de plus en plus incompris au sein du groupe, des dissensions croissantes l'opposent aux autres membres (ainsi qu'aux responsables de la maison de disques Capitol qui s'impatientent tandis que la sortie est maintes fois repoussée), les sessions d'enregistrement s'enlisent, tandis que sa fragilité psychologique latente est accentuée par sa prise importante de drogues ; finalement, au printemps 1967, après des mois de travail exténuant dans cette ambiance délétère, Brian finit par craquer et tout abandonner.
La presse musicale des Sixties, impressionnée par Pet Sounds et Good Vibrations, a qualifié Brian Wilson de « Mozart du pop-rock ».

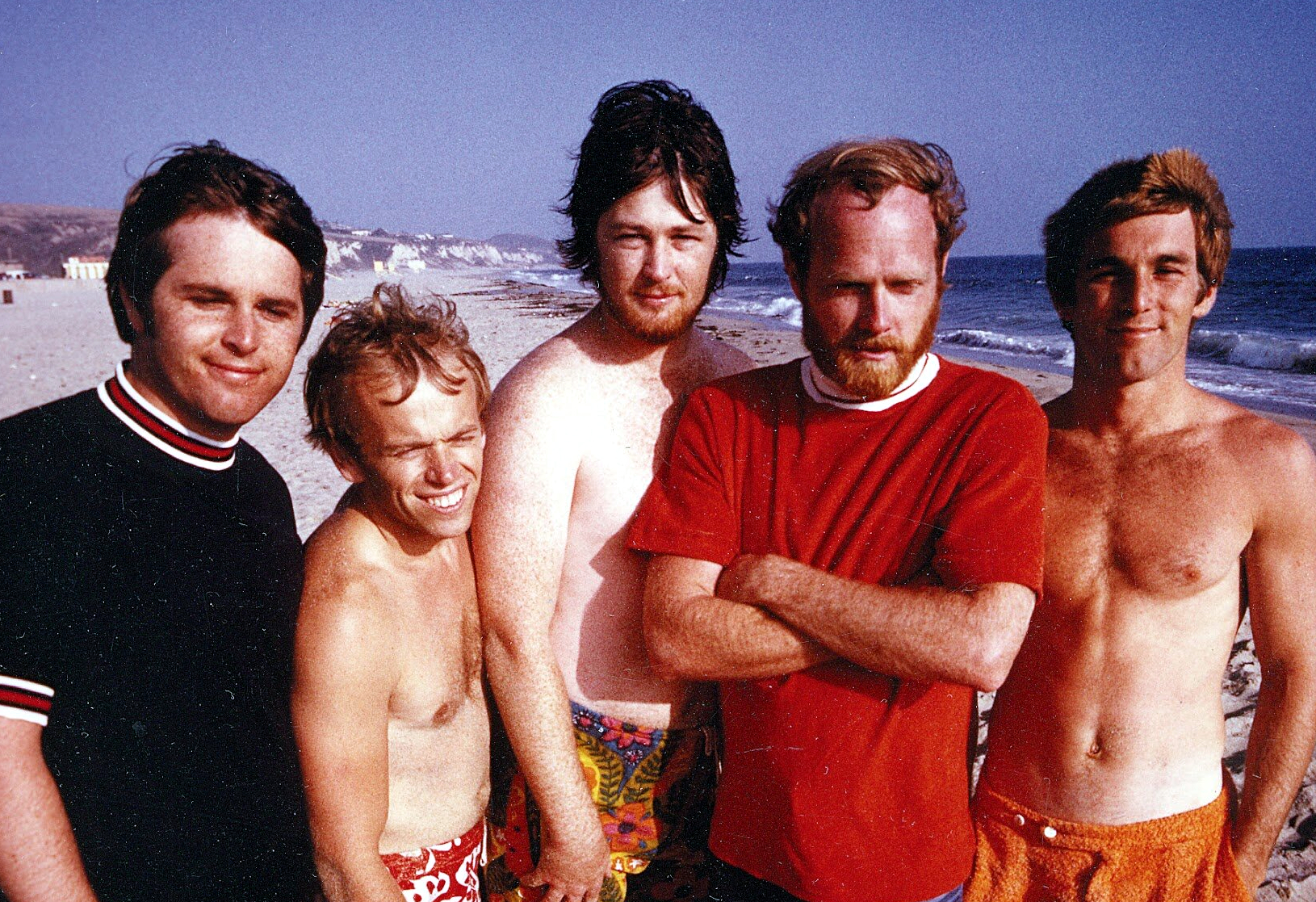
Brian Wilson (au centre) avec les Beach Boys en 1967.

Brian Wilson avait fondé avec son père la société Sea Of Tunes pour gérer les droits des Beach Boys. Il a perdu tous les droits de ses chansons des années 1960 quand son père a vendu la compagnie, alors que le groupe traversait une mauvaise passe. Il sera plus tard prouvé qu'il a été trompé par son père : les papiers de la compagnie étant faux ou inexistants, et les acquéreurs de Sea Of Tunes, Irving Music, ont profité directement de ces irrégularités. Comme il ne pouvait recouvrer la propriété de ses chansons, un tribunal californien lui a attribué un dédommagement de 25 millions de dollars. Son cousin Mike Love, co-compositeur de certaines chansons du groupe, lui a peu après intenté un procès pour récupérer une part de l'argent, affirmant être l'auteur de chansons comme California Girls, alors que le père de Brian ne l'avait pas crédité ; il a ainsi reçu la somme de 12 millions de dollars en compensation.
À la fin des années 1960, il traverse une longue période de dépression, particulièrement sévère, pendant laquelle il ne sort presque plus de sa chambre, ne se lave plus (son épouse devait le jeter de force sous la douche) et prend beaucoup de poids. Il se fait expulser des Beach Boys, ce qui l'affecte encore plus. Durant l'été 1969, lors d'une brève période de rétablissement, il fonde un magasin d'alimentation diététique, le « Radiant Radish », dont il est gérant pendant un an. Mais son mal-être persiste et il fait régulièrement des rechutes. En 1978, il fait même un séjour de plusieurs mois en hôpital psychiatrique.

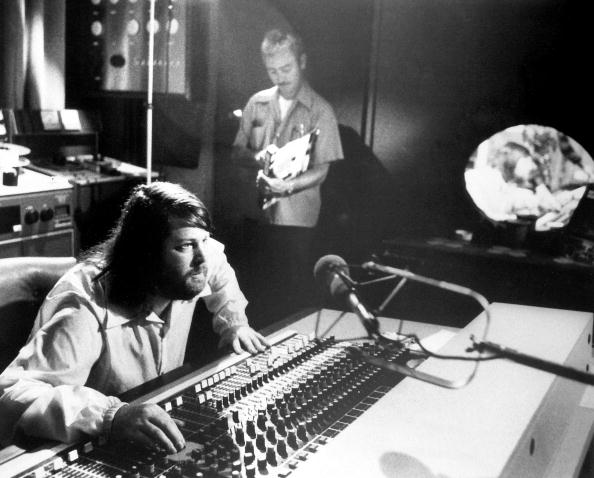
Brian Wilson, producteur en 1976 (photo promotionnelle).

En 1979, il divorce de son épouse Marilyn (auparavant membre d'un trio surf-music féminin, les Honeys, produit par Brian Wilson) avec laquelle il était marié depuis le 7 décembre 1964. Il a deux filles de ce premier mariage, Carnie et Wendy. Elles formeront plus tard un groupe, Wilson Phillips, en se joignant à la fille de deux membres de The Mamas and The Papas.
Partiellement remis de cette douloureuse période, il se lance au cours des années 1980 dans une carrière solo. Ses efforts sont à la fois encouragés et refrénés par l'influence ambiguë de son psychologue, Eugene Landy. Ce dernier exerce un contrôle très envahissant sur la vie de Brian Wilson, et sur son œuvre. L'utilisation par Landy de traitements douteux et son omniprésence dans ses affaires sont stoppées grâce à l'action de Carl Wilson, frère de Brian.
Après la sortie de l'album The Beach Boys en 1985, Brian cesse de travailler régulièrement comme bassiste avec le groupe. Son dernier album avec les Beach Boys est Stars and Stripes, en 1996, une collaboration avec des artistes de musique country, où il chante seulement.
Brian Wilson est membre du Rock and Roll Hall of Fame depuis le 20 janvier 1988. Il y a été introduit par l'un de ses plus grands fans, qui fut également son plus grand rival, Paul McCartney.
Encouragé par les patrons de maisons de disques prestigieuses comme Mo Ostin de Reprise Records, Seymour Stein de Sire Records et surtout son ami Lenny Waronker de Warner Brothers records, Brian sort son premier album solo en 1988. Sobrement intitulé Brian Wilson, cet album, qui bénéficie d'une production luxuriante et d'un casting impressionnant (y participent : Lindsey Buckingham de Fleetwood Mac, Russ Titelman, Mark Linett, Andy Paley, Christopher Cross, Nick Laird-clowes, Terence Trent D'Arby, Jeff Lynne ainsi que Philippe Saisse aux claviers), renoue en partie avec les plus grands moments des Beach Boys, comme en témoignent des chansons comme Love and mercy (que Bono considère comme « une des plus grandes chansons jamais écrites » ), Melt away ou encore Rio grande, mini-symphonie sur l'histoire de ce fleuve qui aurait aisément pu être incorporée à l'album Smile. Malheureusement pour Brian, l'album rencontre un piètre succès auprès du public, éclipsé par le hit décroché au même moment par ses collègues des Beach Boys avec Kokomo, la chanson du film Cocktail.
Brian se marie en 1995 avec Melinda Ledbetter, avec qui il adopte deux filles, Daria et Delanie, et, en 2004, un fils, Dylan.
À la faveur d'une considérable amélioration de sa santé mentale, il sort en 1998 son second album solo Imagination (en), qui rencontre un bon succès critique. Par la suite, dépassant sa peur de la scène et son trac maladif, il recommence à donner des concerts, pour la première fois depuis des décennies, connaissant un énorme succès. Lors de ses concerts de début 2002, avec un nouveau groupe appelé The Wondermints, il joue l'intégralité de l'album Pet Sounds, parcourant l'Amérique, le Royaume-Uni et l'Europe. Ces prestations font l'objet d'un accueil critique particulièrement chaleureux, et un album en est tiré : Brian Wilson Presents: Pet Sounds Live. Il fait par ailleurs une apparition remarquée le 3 juin 2002 lors du concert collectif Party at the Palace organisé à l'occasion du Jubilé d'Or de la reine d'Angleterre, interprétant quatre titres dont God Only Knows (extrait de Pet Sounds) et Good Vibrations.

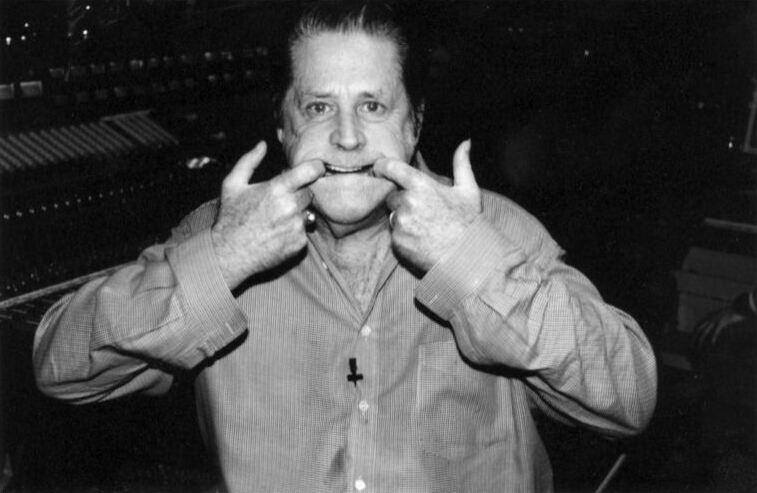
Brian Wilson en 2005.

Le 22 juin 2004, il sort son nouvel album studio Getting In Over My Head, avec la collaboration sur certains titres de Paul McCartney, Elton John, Eric Clapton, et son frère Carl Wilson (dont les parties vocales ont été enregistrées avant sa mort survenue en 1998). Ces participations prestigieuses témoignent de l'influence que Brian Wilson a eue sur le monde de la musique.
Le 24 février 2004 au Royal Festival Hall a eu lieu un concert exceptionnel, dont le clou est constitué par la toute première interprétation en public du contenu de Smile, joué sous la forme d'une symphonie en trois mouvements. En effet, revigoré par l'accueil réservé à ses précédentes prestations, où il revisitait son œuvre la plus célébrée, Brian Wilson a enfin trouvé le courage de s'attaquer à celle qui l'a fait sombrer, reprenant les ébauches de cet album mythique abandonné 37 années plus tôt. Smile a donc enfin été achevé — ou plutôt, son auteur en a enfin livré une version complète conforme à sa vision d'origine, car il est bien évident qu'il eût été illusoire de régénérer à l'identique le processus créatif incandescent interrompu en 1967, et que l'album tel qu'il serait advenu alors restera à jamais une énigme. L'accueil critique est triomphal. Le 28 septembre 2004 sort l'album studio qui est le fruit de ce travail de re-création, sous le titre Brian Wilson Presents: Smile (ce titre distinct spécifiant qu'il ne s'agit pas et ne pourrait s'agir de l'album Smile originel), enregistré avec son nouveau groupe de scène (formé notamment de trois membres des Wondermints). Pour ce disque très personnel, Brian a choisi d'inclure le titre Good Vibrations avec les paroles originales de Tony Asher (qui était déjà l'auteur de la plupart des textes de Pet Sounds), et non celles réécrites par son cousin Mike Love pour la version sortie en single en 1966.

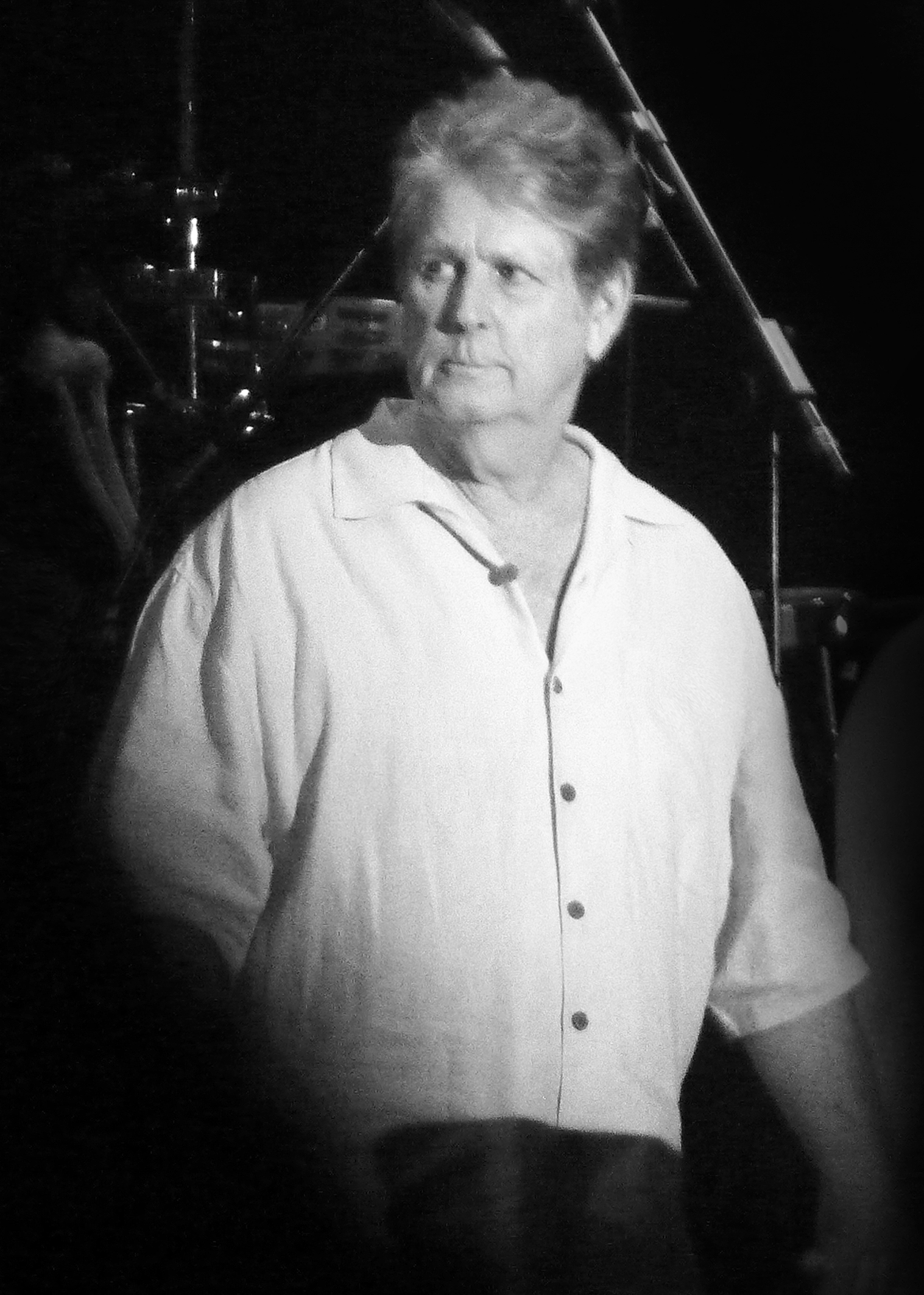
Brian Wilson en 2009.

En 2011, Brian Wilson participe au nouveau mixage des compositions de Smile : il retravaille les bandes originales de 1966 et 1967, officiellement inédites pour la plupart (une sélection de plages avaient été publiées sur le coffret Good Vibrations en 1993), et l'album The Smile Sessions, cette fois sous le nom des Beach Boys, est publié quarante-quatre ans après les dernières sessions d'enregistrement. Là encore, le titre n'est pas « Smile » : bien qu'offrant une version complète ou complétée des titres que devait contenir l'album originel, cette re-création ne prétend pas s'y substituer, et du fait même de la méthode de composition employée à l'époque par Brian Wilson, impliquant de nombreux effets de collage ou superpositions, avec un traitement modulaire des différents segments ou arrangements, pouvant être déplacés ou dupliqués d'un morceau à l'autre au fil des sessions (rendant celles-ci d'autant plus déroutantes pour les autres musiciens), il est pratiquement impossible de savoir comment aurait évolué son processus créatif s'il avait pu le mener à son terme.
En 2014, Brian Wilson prépare un nouvel album auquel participent les chanteuses Lana Del Rey, Kacey Musgraves et Zooey Deschanel. La même année, le film Love and Mercy, inspiré de sa vie, sort dans les festivals.
En janvier 2024, l'épouse de Brian Wilson meurt à l'âge de 77 ans.
En mai 2024, Brian Wilson est placé sous tutelle à la demande de sa famille, alors qu'il souffre de démence, son état s'étant aggravé après la mort de sa femme,.
Brian Wilson meurt le 11 juin 2025 à Beverly Hills, à l'âge de 82 ans. Atteint de diverses maladies, il décède suite à une insuffisance respiratoire,. Il est inhumé au Westwood Village Memorial Park Cemetery.

## Héritage et hommages
De nombreux hommages ont été rendus à Brian, comme celui du groupe de rock canadien Barenaked Ladies avec leur chanson à succès Brian Wilson, qui fait référence à sa maladie mentale et au docteur Landy. Brian Wilson a d'ailleurs repris cette chanson pour un album live.
John Cale lui a aussi rendu hommage avec la chanson Mr. Wilson, tout comme Roland Orzabal dans Brian Wilson Said dans l'album Tears For Fears: Elemental paru en 1993. En France, Dominique Dalcan lui rend hommage en 1994 avec le titre Brian : « je veux être un artisan dans l'industrie du sentiment », proclame le refrain. En 2010, le groupe belge My Little Cheap Dictaphone s'inspire de la vie de Brian Wilson pour réaliser l'album opéra rock indie The Tragic Tale of a Genius.
Le groupe Panic! at the Disco cite Brian Wilson dans le morceau Crazy=Genius, paru sur l'album Death of a Bachelor.
Les Daft Punk lui rendent aussi hommage dans le morceau Teachers.
Philippe Katerine évoque Pet Sounds de Brian Wilson dans sa chanson Vieille Chaîne.

## Discographie
Pour le reste de sa discographie avec son groupe, se référer à l'article Beach Boys.

### Albums studio
- 1988 : Brian Wilson
- 1995 :
  - I Just Wasn't Made For These Times
  - Orange Crate Art, avec Van Dyke Parks
- 1998 : Imagination (en)
- 2000 : Brian Wilson (Deluxe Edition)
- 2004 :
  - Gettin' In Over My Head
  - Brian Wilson Presents Smile
- 2005 : What I Really Want For Christmas
- 2008 : That Lucky Old Sun
- 2010 : Brian Wilson reimagines Gershwin
- 2011 : In the Key of Disney
- 2015 : No Pier Pressure
- 2021 : At My Piano

### Albums live
- 2000 : Brian Wilson Live at the Roxy Theatre
- 2002 : Brian Wilson Presents Pet Sounds Live
- 2016 : Brian Wilson and Friends